# Bowie ladystardust
Bowie ladystardust (лат.) — вид блуждающих пауков рода Bowie (Ctenidae). Встречается в Непале. Назван в честь песни «Lady Stardust» из дискографии британского музыканта Дэвида Боуи.

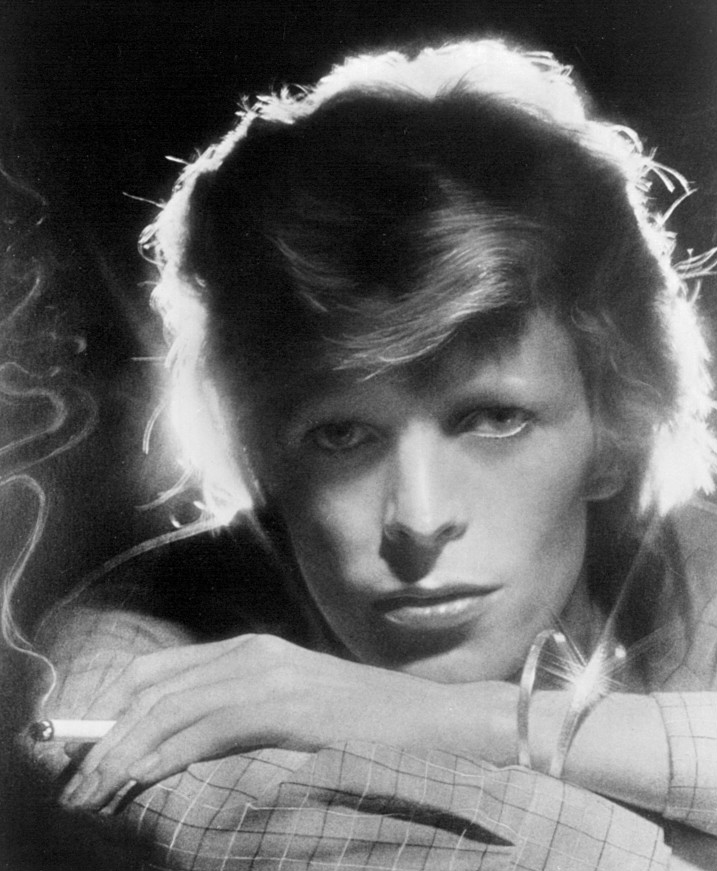
Дэвид Боуи (1947—2016), автор песни, зафиксированной в названии вида

## Описание
Пауки средних размеров, длина самцов 10,6—11,3 мм, самок 8,5—12,0 мм. Окраска от желтовато- до красновато-коричневого цвета. Ноги желтовато-коричневые, бёдра с неясным полосчатым рисунком. Опистосома дорсально со светлым участком над сердцевинным пятном, вентрально чуть темнее, со светлыми пятнами вокруг сигилл мышц, частично сросшихся в наружных рядах и реже во внутренних.

## Таксономия и этимология
Вид был впервые описан в 2022 году немецким арахнологом Петером Егером (Peter Jäger). Назван в честь песни «Lady Stardust» из музыкального творчества британского певца Дэвида Боуи — по случаю 75-летия рок-легенды и с целью привлечь внимание к всё ещё в значительной степени неизученному разнообразию и защите природы.
Внешне и по строению копулятивных органов Bowie ziggystardust сходен с видами Bowie hunkydory и Bowie ziggystardust. Включён в видовую группу cladarus по наличию общих признаков: имеют сходное строение копулятивных органов самца и самки, то есть поперечный тегулярный апофиз, короткий эмболус со срединным ретролатеральным отростком и относительно короткий ретролатеральный голенный апофиз педипальп (RTA) у самцов, а также отчётливые переднебоковые «плечи» срединной пластинки и двулопастные боковые зубцы у самок с открыто видимыми основаниями соответствующих боковых зубцов.

## Распространение
Встречается в Непале (Kathmandu, Balaju). Самец (голотип) и самка (паратип) обнаружены в 1979 году в Balaju Park (27°44’N, 85°18’E), на высоте 1330 м.